# Harper's Island
Harper's Island es un thriller de terror/misterio creado por Ari Schlossberg para CBS, para la temporada 2008-2009 de televisión. La serie en EE. UU se estrenó el 9 de abril de 2009.

## Desarrollo
Harper's Island cuenta con una temporada de 13 capítulos, en los que uno o más personajes mueren en cada episodio. Todas las preguntas son contestadas en el episodio 13. En EE. UU los tres primeros episodios los emitieron los jueves, pero al no tener mucho éxito se trasladó a la noche de los sábados durante la semana del 28 de abril. El último episodio se transmitió el 11 de julio.
La serie fue rodada en Bowen Island, un municipio de la isla a unos 2 km al oeste de Vancouver, en la provincia británica de Canadá Columbia.
En marzo de 2008, CBS ordenó una presentación de 15 minutos del proyecto. En la misma fecha, la serie fue reestructurada, con Jeffrey Bell viene a bordo como productor ejecutivo, y Jon Turteltaub como también productor ejecutivo.
Scholossberg permaneció a bordo como coproductor ejecutivo junto a Karim Zriek y Dan Shotz.
Bell posteriormente reescribió el primero episodio que dirigirá Jon Turteltaub. Durante el proceso de reorganización, seis de los quince originales de la presentación del capítulo piloto fueron sustituidos como Ryan Merriman (Henry Dunn), Samantha Noble (Trish Wellington), Bill Dow (Sheriff Mills) y Bill Pulman (Tío Marty). Los papeles de Thomas Wellington y Hunter Jennings también fueron cambiados.
Los actores de la presentación del capítulo piloto de la serie incluyen a Elaine Cassidy, Cameron Richardson, Adam Campbell, CJ Thomason, Matt Barr, Cassandra Sawtell, Brandon Jay McLaren, Chris Gauthier y Sean Rogerson.

## Reparto
| Actor               | Personaje                    | Descripción                                                                                               | Episodios    | Estado |
| ------------------- | ---------------------------- | --- | ------------ | ------ |
| Elaine Cassidy      | Abby Mills                   | Protagonista, vivía en la isla hasta los asesinatos de Wakefield y vuelve para la boda de su amigo Henry. | 13 episodios | Viva   |
| Christopher Gorham  | Henry Dunn                   | Novio de la boda, veraneaba en la isla cuando era pequeño.                                                | 13 episodios | Muerto |
| Katie Cassidy       | Patricia "Trish" Wellington  | Novia de la boda.                                                                                         | 13 episodios | Muerta |
| Richard Burgi       | Thomas Wellington            | Padre de Trish y Shea.                                                                                    | 5 episodios  | Muerto |
| Claudette Mink      | Katherine Wellington         | Madrastra de Trish y Shea, tenía un romance con Richard.                                                  | 9 episodios  | Muerta |
| Clint Carleton      | Ben Wellington               | Tío de Trish.                                                                                             | 1 episodio   | Muerto |
| Gina Holden         | Shea Allen                   | Hermana de Trish.                                                                                         | 13 episodios | Viva   |
| David Lewis         | Richard Allen                | Esposo de Shea, mantenía un romance con Katherine.                                                        | 7 episodios  | Muerto |
| Cassandra Sawtell   | Madison Allen                | Hija de Shea y Richard.                                                                                   | 13 episodios | Viva   |
| Harry Hamlin        | "Tío" Marty Dunn             | Tío de Henry y JD.                                                                                        | 2 episodios  | Muerto |
| Dean Chekvala       | JD Dunn                      | Hermanastro de Henry y novio de Kelly.                                                                    | 8 episodios  | Muerto |
| Jim Beaver          | Charlie Mills                | Sheriff de la isla y padre de Abby.                                                                       | 11 episodios | Muerto |
| Sarah-Jane Redmond  | Sarah Mills                  | Madre de Abby, muere a manos de Wakefield 7 años antes de la boda.                                        | 2 episodios  | Muerta |
| Amber Borycki       | Beth Barrington              | Amiga de Trish, dama de honor de la boda.                                                                 | 9 episodios  | Muerta |
| Sarah Smyth         | Lucy Daramour                | Amiga de Trish, dama de honor de la boda.                                                                 | 2 episodios  | Muerta |
| Cameron Richardson  | Chloe Carter                 | Amiga de Trish, dama de honor de la boda y novia de Cal.                                                  | 11 episodios | Muerta |
| Adam Campbell       | Cal Vandeusen                | Novio de Chloe.                                                                                           | 11 episodios | Muerto |
| Matt Barr           | Christopher "Sully" Sullivan | Mejor amigo de Henry.                                                                                     | 13 episodios | Muerto |
| Jay McLaren         | Danny Brooks                 | Amigo de Henry.                                                                                           | 12 episodios | Muerto |
| Chris Gauthier      | Malcolm Ross                 | Amigo de Henry que se encuentra arruinado.                                                                | 8 episodios  | Muerto |
| Sean Rogerson       | Joel Booth                   | Amigo de Henry.                                                                                           | 6 episodios  | Muerto |
| CJ Thomason         | Jimmy Mance                  | Pescador local y exnovio de Abby.                                                                         | 13 episodios | Vivo   |
| Ali Liebert         | Nikki Bolton                 | Camarera del bar de la isla y amiga de Abby.                                                              | 8 episodios  | Muerta |
| Anna Mae Wills      | Kelly Seaver                 | Amiga de Abby, habitante de la isla, su madre fue asesinada por Wakefield, y novia de JD                  | 2 episodios  | Muerta |
| Terence Kelly       | Reverendo Faim               | Reverendo de la isla, iba a casar a Henry y Trish.                                                        | 1 episodio   | Muerto |
| Jay Brazeau         | Doctor Campbell              | Doctor de la isla.                                                                                        | 3 episodios  | Vivo   |
| Beverley Elliott    | Maggie Krell                 | Dueña del hotel de la isla y organizadora de la boda.                                                     | 8 episodios  | Muerta |
| Dean Wray           | Cole Harkin                  | Habitante de la isla que fue quemado por Wakefield.                                                       | 4 episodios  | Muerto |
| Victor Webster      | Hunter Jennings              | Exnovio de Trish que fue contratado por Thomas para acabar con la boda.                                   | 3 episodios  | Muerto |
| Ben Cotton          | Shane Pierce                 | Amigo de Jimmy, exnovio de Kelly y enemigo de casi todos los habitantes de la isla.                       | 7 episodios  | Muerto |
| Callum Keith Rennie | John Wakefield               | Asesino de la madre de Abby 7 años atrás y actual asesino.                                                | 4 episodios  | Muerto |

## Episodios y audiencia
| Temporada | Episodios | Estreno            | Final               | Audiencia (Millones) |
| --------- | --------- | ------------------ | ------------------- | -------------------- |
| 1         | 13        | 9 de abril de 2009 | 11 de julio de 2009 | 4.88                 |

| Episodio #               | Fecha de emisión    | Audiencia (millones) |
| ------------------------ | ------------------- | -------------------- |
| 1: Whap                  | 9 de abril de 2009  | 10.21                |
| 2: Crackle               | 16 de abril de 2009 | 7.82                 |
| 3: Ka-Blam               | 23 de abril de 2009 | 7.02                 |
| 4: Bang                  | 2 de mayo de 2009   | 4.61                 |
| 5: Thwack                | 9 de mayo de 2009   | 4.60                 |
| 6: Sploosh               | 23 de mayo de 2009  | 3.85                 |
| 7: Thrack, Splat, Sizzle | 30 de mayo de 2009  | 3.62                 |
| 8: Gurgle                | 6 de junio de 2009  | 3.56                 |
| 9: Seep                  | 13 de junio de 2009 | 3.20                 |
| 10: Snap                 | 20 de junio de 2009 | 3.79                 |
| 11: Splash               | 27 de junio de 2009 | 3.53                 |
| 12: Gasp                 | 11 de julio de 2009 | 3.63                 |
| 13: Sigh                 | 11 de julio de 2009 | 4.05                 |

## Emisiones internacionales
| País                 | Cadena de televisión    | Premier de la serie                                       | Título regional (Puede ser diferente)                 |
| -------------------- | ----------------------- | --------------------------------------------------------- | ----------------------------------------------------- |
| Alemania             | Pro Sieben              | 26 de agosto de 2009                                      |                                                       |
| Latinoamérica        | A&E                     | 13 de mayo de 2010                                        |                                                       |
| Australia            | Network Ten             |                                                           |                                                       |
| Austria              | ORF                     |                                                           |                                                       |
| Bosnia y Herzegovina | TV1                     | 10 de febrero de 2012                                     | Otok smrti (La Isla de Muerte)                        |
| Brasil               | SBT                     | 14 de septiembre de 2009                                  | Harper's Island: O Mistério da Ilha                   |
| Bulgaria             | PRO. BG                 | Otoño del 2009                                            | Островът на Харпър (Harper's Island)                  |
| Canadá               | Global                  | 9 de abril de 2009                                        |                                                       |
| Corea del Sur        | SCREEN                  | 24 de agosto de 2009                                      | 하퍼스 아일랜드                                       |
| Chile                | La Red                  | 2 de abril de 2011                                        | La Isla Harper                                        |
| Chile                | Telecanal               |                                                           | La Isla Harper                                        |
| Croacia              | Nova TV                 | 12 de octubre de 2009                                     | Otok smrti (Island of death)                          |
| Cuba                 | Cubavisión              | Enero de 2010                                             | Isla Harper                                           |
| Dinamarca            | TV 2                    | 28 de mayo de 2009                                        |                                                       |
| Ecuador              | Televicentro            |                                                           | La isla Harper                                        |
| El Salvador          | Canal 2                 | 13 de marzo de 2010                                       | Harper's Island                                       |
| España               | Telecinco               | 1 de septiembre de 2009                                   | Harper's Island                                       |
| Finlandia            | Nelonen                 | 3 de septiembre de 2009                                   |                                                       |
| Francia              | M6                      |                                                           |                                                       |
| Grecia               | Skai TV                 | 13 de septiembre de 2009                                  |                                                       |
| Hungría              | TV2                     | 23 de septiembre de 2009                                  | A Harper sziget                                       |
| Islandia             | Skjár 1                 | 15 de septiembre de 2009                                  |                                                       |
| Irlanda              | RTÉ Two                 | 8 de junio de 2009                                        |                                                       |
| Italia               | Rai Due                 | 6 de septiembre de 2009                                   |                                                       |
| Lituania             | TV3                     | 7 de julio de 2009                                        | Harperio sala                                         |
| México               | Azteca 7                | 1 de febrero de 2010                                      | Terror en la Isla                                     |
| Nueva Zelanda        | C4                      | 14 de septiembre de 2009                                  |                                                       |
| Noruega              | TV2 Zebra               | 19 de abril de 2009                                       |                                                       |
| Perú                 | ATV                     |                                                           |                                                       |
| Filipinas            | Velvet and Studio 23    | 5 de agosto de 2009                                       |                                                       |
| Polonia              | n, AXN and TVP 1        | 27 de abril de 2009                                       | Wyspa Harpera                                         |
| Portugal             | FOX and TVI             | 1 de julio de 2009                                        | A Ilha                                                |
| Reino unido          | BBC Three and BBC HD    | 6 de septiembre de 2009                                   |                                                       |
| Rusia                | TV3 Russia              | Septiembre de 2009                                        | Остров Харпера                                        |
| Serbia               | Radio Televizija Srbije | 28 de marzo de 2010 + 14 de abril de 2011 (retransmisión) | Harperovo ostrvo (Харперово острво) - Harper's Island |
| Singapur             | MediaCorp Channel 5     | 12 de abril de 2009                                       |                                                       |
| Sudáfrica            | M-Net Action            | 17 de septiembre de 2009                                  |                                                       |
| Suecia               | TV4                     | 29 de junio de 2009                                       |                                                       |
| Turquía              | DiziMax (Digiturk)      | Agosto de 2009                                            |                                                       |
| Uruguay              | Montecarlo TV           | Febrero de 2011                                           | La Isla Harper                                        |
| Venezuela            | Venevisión              | 11 de septiembre de 2011                                  |                                                       |

## España
La serie fue comprada por la cadena Telecinco en España.
Se preestrenó el martes 1 de septiembre de 2009 a las 22:30.
A partir de allí, la serie se trasladó a la Siete, canal TDT de telecinco siendo transmitida los jueves a las 23:00 con doble episodio cada semana.
Finalizó el 8 de octubre emitiéndose los 3 últimos episodios seguidos.